# Gouvernement Astrachan
Het Gouvernement Astrachan (Russisch: Астраханская губерния, Astrachanskaja goebernija) was een gouvernement (goebernija) van het Keizerrijk Rusland. Het gouvernement 1717 tot 1928. Het gouvernement ontstond in 1717 uit het gouvernement Kazan en het gouvernement Nizjni Novgorod en het gouvernement ging op in de grensregio Lager-Volga (межрайон; mezjrajon) Neder-Volga daarna in de oblast Volgograd en vanaf 1943 in de oblast Astrachan. Het gouvernement grensde aan de gouvernementen Saratov, Samara, Stavropol en de vojsko's van de Don-Kozakken en van de Oeral-Kozakken, de oblast Terek en de Kaspische Zee.

## Geschiedenis
Het gouvernement ontstond in 1717 uit het gouvernement Kazan en het gouvernement Nizjni Novgorod. In 1719 splitste het gouvernement Simbirsk van het gouvernement Astrachan af. In 1739 splitsten het gouvernement Saratov en het gouvernement Kaukasus van het gouvernement Astrachan af. In 1929 ging het gebied van het gouvernement Astrachan op in de oblast Neder-Wolga